# Elecciones generales de Guatemala de 2011
Las Elecciones generales de Guatemala de 2011 se llevaron a cabo el domingo 11 de septiembre de 2011, y en ellas se renovaron los titulares de los cargos de elección popular de la República de Guatemala, siendo estos:
- Presidente de Guatemala: Jefe de Estado de Guatemala que ejerce las funciones del Organismo Ejecutivo por mandato del pueblo. Sustituyó a Álvaro Colom de la Unidad Nacional de la Esperanza.
- Vicepresidente de Guatemala: Es quien ejerce las funciones de Presidente de la República de Guatemala en los casos que establece la Constitución. El Vicepresidente es el primero en la línea de sucesión para la Jefatura de Estado y Gobierno en caso de que faltase el presidente de manera absoluta. Sustituyó a José Rafael Espada.
- 158 Diputados al Congreso de la República 124 por distrito electoral y 31 por lista nacional.
- 20 Diputados al Parlamento Centroamericano.
- Alcaldes y corporaciones municipales de los 333 municipios existentes en ese momento.[3]

## Partidos y alianzas participantes

### Partidos que participaron en la elección presidencial
Este es el orden de los candidatos y sus partidos en la papeleta presidencial:
| Partidos y Alianzas | Partidos y Alianzas                                                                            | Candidato presidencial             | Candidato vicepresidencial      |
| ------------------- | ---------------------------------------------------------------------------------------------- | ---------------------------------- | ------------------------------- |
|                     | Partido de Avanzada Nacional                                                                   | Juan Guillermo Gutiérrez Strauss   | Carlos Enrique Zúñiga           |
|                     | Libertad Democrática Renovada                                                                  | Manuel Antonio Baldizón Méndez     | Haydee Raquel Blandón Sandoval  |
|                     | Partido Patriota                                                                               | Otto Fernando Pérez Molina         | Ingrid Roxanna Baldetti Elías   |
|                     | Movimiento político WINAQ Unidad Revolucionaria Nacional Guatemalteca Alternativa Nueva Nación | Rigoberta Menchú Tum               | Rodolfo Aníbal García Hernández |
|                     | Partido Unionista                                                                              | Patricia Dalton Escobar de Arzú    | Álvaro Hugo Rodas Martini       |
|                     | Unión del Cambio Nacional                                                                      | Mario Amílcar Estrada Orellana     | Mauricio Urruela Kong           |
|                     | Acción de Desarrollo Nacional                                                                  | Adela Camacho de Torrebiarte       | José Antonio de León Escribano  |
|                     | Centro de Acción Social                                                                        | Alejandro Eduardo Giammattei Falla | Óscar Alberto Samora Lozano     |
|                     | Compromiso, Renovación y Orden                                                                 | José Eduardo Suger Cofiño          | Petrona Laura Reyes Quino       |
|                     | Visión con Valores Encuentro por Guatemala                                                     | Harold Osberto Caballeros López    | Efraín Medina Guerra            |

#### Partidos que solo participaron en elecciones legislativas, municipales y al Parlacen
| Partidos y alianzas | Partidos y alianzas | Partidos y alianzas                         | Motivos |
| ------------------- | ------------------- | ------------------------------------------- | --- |
|                     |                     | Unidad Nacional de la Esperanza             | El partido tuvo una alianza con la GANA. E intento postular como candidata a Sandra Torres, pero por inconstitucionalidades no pudo.                                                                             |
|                     |                     | Gran Alianza Nacional                       | En coalición con la UNE , pero también participó individual. |
|                     |                     | Visión con Valores                          | Participó individual en algunos departamentos para diputados distritales y postulando 29 planillas municipales de tal forma ganando 3 pero el partido participó para la presidencia con Encuentro por Guatemala. |
|                     |                     | Frente Republicano Guatemalteco             | Zury Ríos se postuló como candidata a la presidencia pero a la poste se retiró, solo obteniendo a su secretario como su único diputado en el congreso y las alcaldías de El Jícaro y San Pedro Sacatepéquez.     |
|                     |                     | Frente de Convergencia Nacional             | El abogado Ricardo Sagastume anunció su candidatura, pero decidió unirse al partido LIDER, pero de todos modos participó en dichas elecciones sin éxito.                                                         |
|                     |                     | Mi País                                     | Declinaron en postular binomio presidencial, pero participó sin éxito al igual que el FCN. |
|                     |                     | Victoria                                    | Solo participaron en la elección legislativa , Parlacen y municipal. |
|                     |                     | Movimiento político WINAQ                   | Participó en la elección legislativa distrital y municipal postulando 29 candidatos a alcalde. |
|                     |                     | Unidad Revolucionaria Nacional Guatemalteca | Participó en algunos distritos para la elección legislativa ganando 1 diputado y en 81 municipios para alcaldes de los cúales ganó 4 alcaldías.                                                                  |
|                     |                     | Alternativa Nueva Nación                    | Participó en coalición con WINAQ Y URNG tanto con el Frente Amplio como en alianzas combinadas y en 3 municipios pero ninguno no ganó alcaldes.                                                                  |

##### Coaliciones participantes
| Coalición | Coalición | Coalición                                   | Participación                     | Combinaciones                                        |
| --------- | --------- | ------------------------------------------- | --------------------------------- | ---------------------------------------------------- |
|           |           | VIVA-EG                                     | Todas                             | Ninguna                                              |
|           |           | Frente Amplio de Izquierda (WINAQ-URNG-ANN) | Todas                             | WINAQ: WINAQ-URNG WINAQ-ANNURNG-MAIZ: URNG-ANN       |
|           |           | UNE-GANA                                    | Legislativa, Parlacen y Municipal | Los 2 partidos también participaron individualmente. |

## Elecciones presidenciales
De los 11 precandidatos presidenciales que presentaron su inscripción ante el Registro de Ciudadanos del Tribunal Supremo Electoral (TSE), las inscripciones de Sandra Torres (UNE/GANA) y la de Harold Caballeros (VIVA-EG) no fueron aceptadas por el TSE, por "fraude de ley" en ambos casos. La decisión del TSE con respecto a la candidatura de Sandra Torres fue confirmada por la Corte Suprema de Justicia y la Corte de Constitucionalidad. En el caso de Harold Caballeros, la Corte Suprema de Justicia otorgó la inscripción de la candidatura de Caballeros.
Como ninguno de los candidatos presidenciales ganó una mayoría absoluta, los dos candidatos con la mayoría de los votos — siendo Otto Pérez Molina (PP) y Manuel Baldizón (LIDER) — compitieron en una segunda vuelta electoral que se llevó a cabo el domingo 6 de noviembre de 2011. Según datos del Tribunal Supremo Electoral, la segunda vuelta de las elecciones presidenciales fue ganada por Otto Pérez Molina con 53,76% de los votos.

### Resultados

#### Primera y segunda vuelta
|  | 36.10 % |

|  | 53.74 % |

|  | 22.68 % |

|  | 46.26 % |

|  | 16.62 % |

|  | 7.68 % |

|  | 6.24 % |

|  | 3.22 % |

|  | 2.76 % |

|  | 2.19 % |

|  | 1.05 % |

|  | 0.42 % |

|  | 88.11 % |

|  | 96.20 % |

|  | 11.89 % |

|  | 3.81 % |

|  | 100.00 % |

|  | 100.00 % |

### Resultados por departamento

#### Primera vuelta
| Candidato      | Candidato            | Alta Verapaz | Alta Verapaz | Baja Verapaz | Baja Verapaz | Chimaltenango  | Chimaltenango  | Chiquimula | Chiquimula | El Progreso   | El Progreso   |
| -------------- | -------------------- | ------------ | ------------ | ------------ | ------------ | -------------- | -------------- | ---------- | ---------- | ------------- | ------------- |
|                | Otto Perez           | 84 040       | 29.29 %      | 43 566       | 51.31 %      | 68 314         | 37.10 %        | 44 542     | 37.15 %    | 28 777        | 42.46 %       |
|                | Manuel Baldizón      | 82 259       | 28.67 %      | 18 512       | 21.80 %      | 47 327         | 25.70 %        | 15 804     | 13.18 %    | 22 835        | 33.69 %       |
|                | Eduardo Suger        | 45 306       | 15.79 %      | 6 793        | 8.00 %       | 33 525         | 18.21 %        | 22 755     | 18.98 %    | 4 898         | 7.23 %        |
|                | Mario Estrada        | 38 180       | 13.31 %      | 7 855        | 9.25 %       | 10 396         | 5.65 %         | 25 795     | 21.52 %    | 5 847         | 8.63 %        |
|                | Harold Caballeros    | 6 750        | 2.35 %       | 2 379        | 2.80 %       | 10 173         | 5.52 %         | 3 637      | 3.03 %     | 2 103         | 3.10 %        |
|                | Rigoberta Menchú     | 7 607        | 2.65 %       | 2 661        | 3.13 %       | 6 514          | 3.54 %         | 902        | 0.75 %     | 243           | 0.36 %        |
|                | Juan Gutiérrez       | 10 343       | 3.61 %       | 890          | 1.05 %       | 3 742          | 2.03 %         | 2 712      | 2.26 %     | 1 387         | 2.05 %        |
|                | Patricia de Arzú     | 4 136        | 1.44 %       | 1 221        | 1.44 %       | 2 679          | 1.45 %         | 2 281      | 1.90 %     | 1 263         | 1.86 %        |
|                | Alejandro Giammattei | 3 010        | 1.05 %       | 730          | 0.86 %       | 1 096          | 0.60 %         | 1 258      | 1.05 %     | 322           | 0.48 %        |
|                | Adela de Torrebiarte | 5 269        | 1.89 %       | 298          | 0.35 %       | 381            | 0.21 %         | 204        | 0.17 %     | 102           | 0.15 %        |
| Total válidos  | Total válidos        | 286 900      | 85.83 %      | 84 905       | 85.86 %      | 184 147        | 90.43 %        | 119 890    | 86.53 %    | 67 777        | 89.01 %       |
| Nulos          | Nulos                | 21 098       | 6.31 %       | 5 439        | 5.50 %       | 6 793          | 3.34 %         | 7 565      | 5.46 %     | 2 307         | 3.03 %        |
| Blancos        | Blancos              | 26 253       | 7.85 %       | 8 540        | 8.64 %       | 12 706         | 6.24 %         | 11 087     | 8.00 %     | 6 063         | 7.96 %        |
| Total emitidos | Total emitidos       | 334 251      |              | 98 884       |              | 203 646        |                | 138 542    |            | 76 147        |               |
| Candidato      | Candidato            | Escuintla    | Escuintla    | Guatemala    | Guatemala    | Huehuetenango  | Huehuetenango  | Izabal     | Izabal     | Jalapa        | Jalapa        |
|                | Otto Pérez           | 59 740       | 26.04 %      | 260 980      | 39.66 %      | 106 312        | 37.04 %        | 39 997     | 37.72 %    | 32 468        | 37.20 %       |
|                | Manuel Baldizón      | 73 126       | 31.87 %      | 122 320      | 18.59 %      | 59 496         | 20.73 %        | 34 704     | 32.73 %    | 10 451        | 11.97 %       |
|                | Eduardo Suger        | 33 116       | 14.43 %      | 121 240      | 18.42 %      | 37 830         | 13.18 %        | 11 339     | 10.69 %    | 9 537         | 10.93 %       |
|                | Mario Estrada        | 27 005       | 11.77 %      | 36 873       | 5.60 %       | 20 179         | 7.03 %         | 9 537      | 8.99 %     | 26 302        | 30.13 %       |
|                | Harold Caballeros    | 12 912       | 5.63 %       | 62 737       | 9.53 %       | 10 523         | 3.67 %         | 2 403      | 2.27 %     | 3 472         | 3.98 %        |
|                | Rigoberta Menchú     | 3 381        | 1.47 %       | 15 780       | 2.40 %       | 22 276         | 7.76 %         | 1 228      | 1.16 %     | 1 359         | 1.56 %        |
|                | Juan Gutiérrez       | 14 132       | 6.16 %       | 15 246       | 2.32 %       | 18 711         | 6.52 %         | 1 819      | 1.72 %     | 521           | 0.60 %        |
|                | Patricia de Arzú     | 4 302        | 1.88 %       | 14 761       | 2.24 %       | 7 120          | 2.48 %         | 4 038      | 3.81 %     | 2 271         | 2.60 %        |
|                | Alejandro Giammattei | 1 326        | 0.58 %       | 5 524        | 0.84 %       | 3 473          | 1.21 %         | 717        | 0.68 %     | 620           | 0.71 %        |
|                | Adela de Torrebiarte | 382          | 0.27 %       | 2 644        | 0.40 %       | 1 109          | 0.39 %         | 265        | 0.25 %     | 284           | 0.33 %        |
| Total válidos  | Total válidos        | 229 422      | 90.19 %      | 658 105      | 92.98 %      | 287 029        | 80.33 %        | 106 047    | 89.15 %    | 87 285        | 82.77 %       |
| Nulos          | Nulos                | 11 370       | 4.47 %       | 19 236       | 2.72 %       | 18 850         | 5.28 %         | 5 938      | 4.99 %     | 5 236         | 4.97 %        |
| Blancos        | Blancos              | 13 571       | 5.34 %       | 30 396       | 4.29 %       | 51 430         | 14.39 %        | 6 967      | 5.86 %     | 12 926        | 12.26 %       |
| Total emitidos | Total emitidos       | 254 363      |              | 707 737      |              | 357 309        |                | 118 952    |            | 105 447       |               |
| Candidato      | Candidato            | Jutiapa      | Jutiapa      | Petén        | Petén        | Quetzaltenango | Quetzaltenango | Quiché     | Quiché     | Retalhuleu    | Retalhuleu    |
|                | Otto Pérez           | 61 474       | 40.63 %      | 43 287       | 31.84 %      | 78 700         | 32.14 %        | 90 233     | 41.24 %    | 30 558        | 29.82 %       |
|                | Manuel Baldizón      | 37 628       | 24.87 %      | 61 707       | 45.39 %      | 53 387         | 23.44 %        | 51 375     | 23.48 %    | 32 805        | 32.01 %       |
|                | Eduardo Suger        | 14 077       | 9.30 %       | 13 712       | 10.09 %      | 54 396         | 22.22 %        | 25 339     | 11.51 %    | 14 238        | 13.89 %       |
|                | Mario Estrada        | 25 510       | 18.18 %      | 5 647        | 4.15 %       | 6 449          | 2.63 %         | 13 394     | 6.12 %     | 7 479         | 7.30 %        |
|                | Harold Caballeros    | 3 184        | 2.10 %       | 3 484        | 2.56 %       | 22 483         | 9.18 %         | 14 164     | 6.47 %     | 5 472         | 5.34 %        |
|                | Rigoberta Menchú     | 764          | 0.50 %       | 3 291        | 2.42 %       | 9 438          | 3.85 %         | 10 842     | 4.95 %     | 3 711         | 3.62 %        |
|                | Juan Gutiérrez       | 1 793        | 1.19 %       | 1 318        | 0.97 %       | 5 209          | 2.13 %         | 7 204      | 3.29 %     | 5 052         | 4.93 %        |
|                | Patricia de Arzú     | 3 475        | 2.30 %       | 2 684        | 1.97 %       | 5 472          | 2.23 %         | 3 831      | 1.75 %     | 2 228         | 2.17 %        |
|                | Alejandro Giammattei | 1 135        | 0.75 %       | 645          | 0.47 %       | 4 663          | 1.90 %         | 2 056      | 0.94 %     | 607           | 0.59 %        |
|                | Adela de Torrebiarte | 258          | 0.17 %       | 165          | 0.12 %       | 651            | 0.27 %         | 535        | 0.24 %     | 326           | 0.32 %        |
| Total válidos  | Total válidos        | 151 298      | 84.72 %      | 135 940      | 87.91 %      | 244 848        | 88.66 %        | 218 815    | 75.69 %    | 102 476       | 89.27 %       |
| Nulos          | Nulos                | 6 968        | 3.90 %       | 9 104        | 5.89 %       | 11 950         | 4.33 %         | 15 662     | 5.42 %     | 5 595         | 4.87 %        |
| Blancos        | Blancos              | 20 326       | 11.38 %      | 9 586        | 6.20 %       | 19 357         | 7.01 %         | 54 604     | 18.89 %    | 6 719         | 5.85 %        |
| Total emitidos | Total emitidos       | 178 592      |              | 154 630      |              | 276 155        |                | 289 081    |            | 114 790       |               |
| Candidato      | Candidato            | Sacatepéquez | Sacatepéquez | San Marcos   | San Marcos   | Santa Rosa     | Santa Rosa     | Sololá     | Sololá     | Suchitepéquez | Suchitepéquez |
|                | Otto Pérez           | 48 132       | 40.80 %      | 89 676       | 32.69 %      | 43 053         | 35.19 %        | 45 845     | 33.83 %    | 49 914        | 30.23 %       |
|                | Manuel Baldizón      | 23 414       | 19.85 %      | 74 519       | 27.18 %      | 29 582         | 24.16 %        | 36 607     | 27.01 %    | 53 776        | 32.56 %       |
|                | Eduardo Suger        | 27 016       | 22.90 %      | 34 785       | 12.68 %      | 19 388         | 15.83 %        | 18 322     | 13.52 %    | 27 623        | 16.73 %       |
|                | Mario Estrada        | 5 607        | 4.75 %       | 10 073       | 3.67 %       | 15 495         | 12.65 %        | 16 109     | 11.89 %    | 15 029        | 9.10 %        |
|                | Harold Caballeros    | 6 748        | 5.72 %       | 17 468       | 6.37 %       | 6 017          | 4.91 %         | 5 203      | 3.89 %     | 7 160         | 4.34 %        |
|                | Rigoberta Menchú     | 1 756        | 1.49 %       | 27 905       | 10.17 %      | 556            | 0.45 %         | 9 307      | 6.87 %     | 3 739         | 2.26 %        |
|                | Juan Gutiérrez       | 2 119        | 1.80 %       | 9 590        | 3.50 %       | 2 962          | 2.42 %         | 748        | 0.55 %     | 3 041         | 1.84 %        |
|                | Patricia de Arzú     | 1 918        | 1.63 %       | 5 605        | 2.04 %       | 1 556          | 1.27 %         | 2 063      | 1.52 %     | 3 147         | 1.91 %        |
|                | Alejandro Giammattei | 882          | 0.75 %       | 3 719        | 1.36 %       | 3 650          | 2.98 %         | 854        | 0.63 %     | 1 347         | 0.82 %        |
|                | Adela de Torrebiarte | 371          | 0.31 %       | 945          | 0.34 %       | 200            | 0.16 %         | 456        | 0.34 %     | 359           | 0.22 %        |
| Total válidos  | Total válidos        | 117 963      | 92.93 %      | 274 325      | 83.43 %      | 122 459        | 89.20 %        | 135 514    | 85.21 %    | 165 135       | 87.48 %       |
| Nulos          | Nulos                | 2 694        | 2.12 %       | 20 241       | 6.16 %       | 11 950         | 4.33 %         | 5 771      | 3.63 %     | 10 023        | 5.31 %        |
| Blancos        | Blancos              | 6 290        | 4.95 %       | 34 234       | 10.41 %      | 19 357         | 7.01 %         | 17 757     | 11.16 %    | 13 619        | 7.21 %        |
| Total emitidos | Total emitidos       | 126 947      |              | 328 800      |              | 276 155        |                | 135 514    |            | 188 777       |               |
| Candidato      | Candidato            | Totonicapán  | Totonicapán  | Zacapa       | Zacapa       |                |                |            |            |               |               |
|                | Otto Pérez           | 31 257       | 28.64 %      | 30 571       | 34.12 %      |                |                |            |            |               |               |
|                | Manuel Baldizón      | 23 485       | 21.52 %      | 16 084       | 17.95 %      |                |                |            |            |               |               |
|                | Eduardo Suger        | 25 502       | 23.37 %      | 10 804       | 12.06 %      |                |                |            |            |               |               |
|                | Mario Estrada        | 6 539        | 5.99 %       | 24 693       | 27.56 %      |                |                |            |            |               |               |
|                | Harold Caballeros    | 6 108        | 5.60 %       | 3 825        | 4.27 %       |                |                |            |            |               |               |
|                | Rigoberta Menchú     | 4 392        | 4.02 %       | 429          | 0.48 %       |                |                |            |            |               |               |
|                | Juan Gutiérrez       | 5 655        | 5.18 %       | 894          | 1.00 %       |                |                |            |            |               |               |
|                | Patricia de Arzú     | 4 269        | 3.91 %       | 1 558        | 1.74 %       |                |                |            |            |               |               |
|                | Alejandro Giammattei | 1 566        | 1.44 %       | 597          | 0.67 %       |                |                |            |            |               |               |
|                | Adela de Torrebiarte | 353          | 0.32 %       | 137          | 0.15 %       |                |                |            |            |               |               |
| Total válidos  | Total válidos        | 109 126      | 84.27 %      | 89 592       | 90.78 %      |                |                |            |            |               |               |
| Nulos          | Nulos                | 8 619        | 6.66 %       | 4 588        | 4.65 %       |                |                |            |            |               |               |
| Blancos        | Blancos              | 11 749       | 9.07 %       | 4 513        | 4.57 %       |                |                |            |            |               |               |
| Total emitidos | Total emitidos       | 129 494      |              | 98 693       |              |                |                |            |            |               |               |

#### Segunda vuelta
| Candidato      | Candidato       | Alta Verapaz | Alta Verapaz | Baja Verapaz | Baja Verapaz | Chimaltenango  | Chimaltenango  | Chiquimula | Chiquimula | El Progreso   | El Progreso   |
| -------------- | --------------- | ------------ | ------------ | ------------ | ------------ | -------------- | -------------- | ---------- | ---------- | ------------- | ------------- |
|                | Otto Pérez      | 119 887      | 40.67 %      | 48 673       | 61.11 %      | 92 189         | 53.43 %        | 59 730     | 52.36 %    | 33 153        | 54.04 %       |
|                | Manuel Baldizón | 174 885      | 59.33 %      | 30 974       | 38.89 %      | 80 360         | 46.57 %        | 54 351     | 47.64 %    | 28 194        | 45.96 %       |
| Total válidos  | Total válidos   | 294 752      | 96.16 %      | 79 647       | 96.07 %      | 172 549        | 97.28 %        | 114 081    | 95.60 %    | 61 347        | 96.99 %       |
| Nulos          | Nulos           | 10 016       | 3.27 %       | 2 993        | 3.61 %       | 4 018          | 2.27 %         | 4 209      | 3.53 %     | 1 169         | 1.85 %        |
| Blancos        | Blancos         | 1 752        | 0.57 %       | 260          | 0.31 %       | 798            | 0.45 %         | 1 037      | 0.87 %     | 734           | 1.16 %        |
| Total emitidos | Total emitidos  | 306 520      |              | 82 900       |              | 177 365        |                | 119 327    |            | 63 250        |               |
| Candidato      | Candidato       | Escuintla    | Escuintla    | Guatemala    | Guatemala    | Huehuetenango  | Huehuetenango  | Izabal     | Izabal     | Jalapa        | Jalapa        |
|                | Otto Pérez      | 84 902       | 38.06 %      | 411 536      | 65.97 %      | 122 427        | 47.49 %        | 48 711     | 48.08 %    | 47 478        | 51.52 %       |
|                | Manuel Baldizón | 138 151      | 61.94 %      | 212 244      | 34.03 %      | 135 357        | 52.51 %        | 52 597     | 51.92 %    | 44 674        | 48.48 %       |
| Total válidos  | Total válidos   | 223 053      | 95.17 %      | 623 780      | 95.36 %      | 257 784        | 95.66 %        | 101 308    | 95.19 %    | 92 152        | 95.97 %       |
| Nulos          | Nulos           | 5 878        | 2.51 %       | 15 098       | 2.31 %       | 8 944          | 3.32 %         | 2 586      | 2.43 %     | 3 113         | 3.24 %        |
| Blancos        | Blancos         | 5 419        | 2.31 %       | 15 222       | 2.33 %       | 2 748          | 1.02 %         | 2 524      | 2.37 %     | 747           | 0.78 %        |
| Total emitidos | Total emitidos  | 234 350      |              | 654 100      |              | 269 476        |                | 106 418    |            | 96 012        |               |
| Candidato      | Candidato       | Jutiapa      | Jutiapa      | Petén        | Petén        | Quetzaltenango | Quetzaltenango | Quiché     | Quiché     | Retalhuleu    | Retalhuleu    |
|                | Otto Pérez      | 79 798       | 55.30 %      | 54 597       | 40.90 %      | 122 189        | 55.48 %        | 110 817    | 47.71 %    | 44 762        | 47.53 %       |
|                | Manuel Baldizón | 64 492       | 44.70 %      | 78 838       | 59.20 %      | 98 039         | 44.52 %        | 121 491    | 52.29 %    | 49 406        | 52.47 %       |
| Total válidos  | Total válidos   | 144 290      | 96.78 %      | 133 395      | 96.42 %      | 220 228        | 96.18 %        | 232 268    | 95.22 %    | 94 168        | 96.58 %       |
| Nulos          | Nulos           | 2 888        | 1.94 %       | 3 700        | 2.67 %       | 7 358          | 3.21 %         | 7 263      | 2.98 %     | 2 813         | 2.89 %        |
| Blancos        | Blancos         | 1 911        | 1.28 %       | 1 244        | 0.90 %       | 1 381          | 0.60 %         | 4 362      | 1.79 %     | 519           | 0.53 %        |
| Total emitidos | Total emitidos  | 149 089      |              | 138 339      |              | 228 967        |                | 243 903    |            | 97 500        |               |
| Candidato      | Candidato       | Sacatepéquez | Sacatepéquez | San Marcos   | San Marcos   | Santa Rosa     | Santa Rosa     | Sololá     | Sololá     | Suchitepéquez | Suchitepéquez |
|                | Otto Pérez      | 67 176       | 62.52 %      | 119 074      | 43.85 %      | 54 043         | 48.53 %        | 59 319     | 46.00 %    | 68 468        | 41.74 %       |
|                | Manuel Baldizón | 40 263       | 37.48 %      | 152 454      | 56.15 %      | 62 626         | 51.47 %        | 69 649     | 54.00 %    | 95 556        | 58.26 %       |
| Total válidos  | Total válidos   | 107 449      | 97.44 %      | 271 528      | 95.51 %      | 121 669        | 96.10 %        | 128 968    | 96.49 %    | 164 014       | %             |
| Nulos          | Nulos           | 2 379        | 2.16 %       | 10 102       | 3.55 %       | 2 910          | 2.30 %         | 3 591      | 2.65 %     | 4 532         | 2.66 %        |
| Blancos        | Blancos         | 440          | 0.40 %       | 2 640        | 0.93 %       | 1 977          | 1.56 %         | 1 141      | 0.85 %     | 1 614         | 0.95 %        |
| Total emitidos | Total emitidos  | 110 268      |              | 284 270      |              | 126 596        |                | 133 650    |            | 170 160       |               |
| Candidato      | Candidato       | Totonicapán  | Totonicapán  | Zacapa       | Zacapa       |                |                |            |            |               |               |
|                | Otto Pérez      | 39 572       | 43.12 %      | 42 436       | 50.76 %      |                |                |            |            |               |               |
|                | Manuel Baldizón | 52 200       | 56.88 %      | 41 160       | 49.24 %      |                |                |            |            |               |               |
| Total válidos  | Total válidos   | 91 772       | 93.91 %      | 83 596       | 96.83 %      |                |                |            |            |               |               |
| Nulos          | Nulos           | 5 001        | 5.12 %       | 2 297        | 2.66 %       |                |                |            |            |               |               |
| Blancos        | Blancos         | 948          | 0.97 %       | 440          | 0.51 %       |                |                |            |            |               |               |
| Total emitidos | Total emitidos  | 97 721       |              | 86 333       |              |                |                |            |            |               |               |

## Encuestas
| Encuestadora                                                         | Fecha       | M.  | Baldizón LIDER | Caballeros VIVA–EG    | Estrada UCN | Pérez M. PP | Suger CREO | Torres UNE–GANA | O.  | N.   |      |   |   |   |      |
| -------------------------------------------------------------------- | ----------- | --- | -------------- | --------------------- | ----------- | ----------- | ---------- | --------------- | --- | ---- | ---- | - | - | - | ---- |
| Encuestadora                                                         | Fecha       | M.  | Prodatos       | 31 ago. – 4 sep. 2011 | 1203        | 35.7        | —          | —               | O.  | N.   | 46.9 | — | — | — | 17.4 |
| —                                                                    | —           | —   | Prodatos       | 31 ago. – 4 sep. 2011 | 1203        | 45.2        | 36.1       | —               | —   | 18.7 |      |   |   |   |      |
| 23.4                                                                 | 5.2         | 3.2 | Prodatos       | 31 ago. – 4 sep. 2011 | 1203        | 37.9        | 12.6       | —               | 5.9 | 11.2 |      |   |   |   |      |
| El 8 de agosto de 2011, Sandra Torres queda fuera de las elecciones. |             |     |                |                       |             |             |            |                 |     |      |      |   |   |   |      |
| Prodatos                                                             | agosto 2011 | —   | 18.5           | 4.5                   | 6.5         | 39.6        | 11.3       | ?               | ?   | ?    |      |   |   |   |      |
| Prodatos                                                             | julio 2011  | —   | 8.4            | 4.5                   | 3.8         | 37.6        | 9.0        | ?               | ?   | ?    |      |   |   |   |      |
| Prodatos                                                             | junio 2011  | —   | 6.1            | 4.9                   | 2.6         | 42.5        | 7.7        | ?               | ?   | ?    |      |   |   |   |      |
| Prodatos                                                             | mayo 2011   | —   | 4.3            | 2.8                   | 2.1         | 36.9        | 6.2        | ?               | ?   | ?    |      |   |   |   |      |

## Elecciones legislativas

### Candidaturas por Listado Nacional
| Partido | Partido                                         | Primera Casilla En Lista Nacional |
| ------- | ----------------------------------------------- | --------------------------------- |
|         | Partido Patriota                                | Carlos Valentín Gramajo Maldonado |
|         | UNE - GANA                                      | José Roberto Alejos Cámbara       |
|         | Unión del Cambio Nacional                       | Luis Armando Rabbé Tejada         |
|         | Libertad Democrática Renovada                   | Edgar Ajcip Tepeu                 |
|         | Compromiso, Renovación y Orden                  | Jorge Eduardo de León Duque       |
|         | VIVA - EG                                       | Nineth Varenca Montenegro Cottom  |
|         | Partido de Avanzada Nacional                    | Hugo Francisco Morán Tobar        |
|         | Frente Amplio de Izquierda (WINAQ - URNG - ANN) | Amílcar de Jesús Pop Ac           |
|         | Partido Unionista                               | Álvaro Enrique Arzú Escobar       |
|         | Frente Republicano Guatemalteco                 | Luis Fernando Pérez Mártinez      |
|         | Partido Victoria                                | Edgar Abraham Rivera Sagastume    |
|         | Centro de Acción Social                         | Mario Roderico Mazariegos de León |
|         | Acción de Desarrollo Nacional                   | Rolando Humberto Secaida Falla    |
|         | Frente de Convergencia Nacional                 | Edgar Justino Ovalle Maldonado    |

#### Resultados electorales
Las elecciones parlamentarias para la séptima legislatura (14 de enero de 2012 - 14 de enero de 2016) tras la apertura política de 1985, en la que se disputaron 158 escaños en el Congreso de Guatemala, fueron ganados por el PP con 57 diputados electos, resultado insuficiente para una mayoría absoluta en el congreso.
|  | 26.57 % |

|  | 26.62 % |

|  | 22.47 % |

|  | 26.62 % |

|  | 9.54 % |

|  | 9.03 % |

|  | 8.83 % |

|  | 9.43 % |

|  | 8.73 % |

|  | 9.25 % |

|  | 7.88 % |

|  | 5.53 % |

|  | 3.27 % |

|  | 1.14 % |

|  | 3.11 % |

|  | 3.35 % |

|  | 2.74 % |

|  | 2.55 % |

|  | 2.70 % |

|  | 3.14 % |

|  | 1.63 % |

|  | 1.72 % |

|  | 1.11 % |

|  | 1.28 % |

|  | 0.89 % |

|  | 0.98 % |

|  | 0.54 % |

|  | 0.26 % |

|  | 4.56 % |

|  | 0.87 % |

|  | 0.85 % |

|  | 0.51 % |

|  | 0.30 % |

|  | 0.17 % |

|  | 0.10 % |

|  | 0.05 % |

|  | 86.59 % |

|  | 87.42 % |

|  | 6.80 % |

|  | 6.46 % |

|  | 6.61 % |

|  | 6.46 % |

|  | 100.00 % |

|  | 100.00 % |

## Elecciones de diputados al Parlamento Centroamericano
Resultados de las elecciones para diputados al Parlamento Centroamericano del 11 de septiembre de 2011
|  | 2.97 % |

|  | 0.76 % |

|  | 07.63 % |

|  | 9.14 % |

|  | 100.00 % |

## Elecciones municipales
En las elecciones municipales se eligieron a los alcaldes y corporaciones municipales de los 333 municipios de Guatemala; sin embargo en 5 municipios se impugnaron los resultados electorales y por ello las elecciones fueron nuevamente repetidas.
| Partidos y alianzas | Partidos y alianzas                         | Candidatos | Alcaldes electos | Porcentaje |
| ------------------- | ------------------------------------------- | ---------- | ---------------- | ---------- |
|                     | Partido Patriota                            | 328/333    | 121/333          | 36.23%     |
|                     | UNE-GANA                                    | 252/333    | 94/333           | 28.82%     |
|                     | Unidad Nacional de la Esperanza             | 57/333     | 22/333           | 7.24%      |
|                     | Libertad Democrática Renovada               | 241/333    | 21/333           | 5.40%      |
|                     | Unión del Cambio Nacional                   | 243/333    | 18/333           | 17.11%     |
|                     | Comités Cívicos Electorales                 | 102/333    | 18/333           | 17.11%     |
|                     | Compromiso, Renovación y Orden              | 196/333    | 11/333           | 3.30%      |
|                     | Partido de Avanzada Nacional                | 217/333    | 6/333            | 1.50%      |
|                     | Unidad Revolucionaria Nacional Guatemalteca | 81/333     | 4/333            | 1.32%      |
|                     | Victoria                                    | 101/333    | 3/333            | 0.90%      |
|                     | Visión con Valores                          | 29/333     | 3/333            | 0.90%      |
|                     | Gran Alianza Nacional                       | 18/333     | 3/333            | 0.90%      |
|                     | Centro de Acción Social                     | 75/333     | 2/333            | 0.90%      |
|                     | Partido Unionista                           | 147/333    | 2/333            | 0.60%      |
|                     | VIVA-EG                                     | 161/333    | 2/333            | 0.60%      |
|                     | Frente Republicano Guatemalteco             | 91/333     | 2/333            | 0.60%      |
|                     | WINAQ-ANN                                   | 16/333     | 1/333            | 0.30%      |
|                     | Acción de Desarrollo Nacional               | 43/333     | 0/333            | 0.0%       |
|                     | Movimiento Político WINAQ                   | 29/333     | 0/333            | 0.0%       |
|                     | Frente de Convergencia Nacional             | 16/333     | 0/333            | 0.0%       |
|                     | WINAQ-URNG-ANN                              | 10/333     | 0/333            | 0.0%       |
|                     | URNG-ANN                                    | 10/333     | 0/333            | 0.0%       |
|                     | Mi País                                     | 6/333      | 0/333            | 0.0%       |
|                     | Alternativa Nueva Nación                    | 3/333      | 0/333            | 0.0%       |
|                     | WINAQ-URNG                                  | 2/333      | 0/333            | 0.0%       |
| Total               | Total                                       | 2474/2474  | 333/333          | 100.00%    |

### Alcaldes electos por departamento y partido político
| Departamento   | Departamento                                | Total     |
| Guatemala      | Guatemala                                   | Guatemala |
| -------------- | ------------------------------------------- | --------- |
|                | Partido Patriota                            | 8/17      |
|                | Unidad Nacional de la Esperanza             | 3/17      |
|                | Compromiso, Renovación y Orden              | 2/17      |
|                | UNE-GANA                                    | 1/17      |
|                | Libertad Democrática Renovada               | 1/17      |
|                | Gran Alianza Nacional                       | 1/17      |
|                | Partido Unionista                           | 1/17      |
| Sacatepéquez   |                                             |           |
|                | UNE-GANA                                    | 7/16      |
|                | Partido Patriota                            | 5/16      |
|                | Libertad Democrática Renovada               | 2/16      |
|                | Compromiso, Renovación y Orden              | 1/16      |
|                | Comités Cívicos Electorales                 | 1/16      |
| Chimaltenango  |                                             |           |
|                | UNE-GANA                                    | 5/16      |
|                | Comités Cívicos Electorales                 | 4/16      |
|                | Partido Patriota                            | 3/16      |
|                | Libertad Democrática Renovada               | 3/16      |
|                | Unidad Nacional de la Esperanza             | 1/16      |
| El Progreso    |                                             |           |
|                | Partido Patriota                            | 4/8       |
|                | Gran Alianza Nacional                       | 2/8       |
|                | Unidad Nacional de la Esperanza             | 1/8       |
|                | Frente Republicano Guatemalteco             | 1/8       |
| Escuintla      |                                             |           |
|                | Partido Patriota                            | 5/13      |
|                | UNE-GANA                                    | 4/13      |
|                | Unión del Cambio Nacional                   | 2/13      |
|                | Libertad Democrática Renovada               | 1/13      |
|                | Victoria                                    | 1/13      |
| Santa Rosa     |                                             |           |
|                | UNE-GANA                                    | 6/14      |
|                | Partido Patriota                            | 4/14      |
|                | Compromiso, Renovación y Orden              | 1/14      |
|                | Unión del Cambio Nacional                   | 1/14      |
|                | Centro de Acción Social                     | 1/14      |
|                | Comités Cívicos Electorales                 | 1/14      |
| Sololá         |                                             |           |
|                | Partido Patriota                            | 7/19      |
|                | UNE-GANA                                    | 5/19      |
|                | Unión del Cambio Nacional                   | 2/19      |
|                | Victoria                                    | 2/19      |
|                | Comités Cívicos Electorales                 | 2/19      |
|                | Libertad Democrática Renovada               | 1/19      |
| Totonicapán    |                                             |           |
|                | Partido Patriota                            | 3/8       |
|                | UNE-GANA                                    | 3/8       |
|                | Libertad Democrática Renovada               | 1/8       |
|                | Compromiso, Renovación y Orden              | 1/8       |
| Quetzaltenango |                                             |           |
|                | UNE-GANA                                    | 9/23      |
|                | Partido Patriota                            | 5/23      |
|                | Libertad Democrática Renovada               | 3/23      |
|                | Comités Cívicos Electorales                 | 3/23      |
|                | Compromiso, Renovación y Orden              | 1/23      |
|                | Unidad Revolucionaria Nacional Guatemalteca | 1/23      |
|                | Centro de Acción Social                     | 1/23      |
| Suchitepéquez  |                                             |           |
|                | Partido Patriota                            | 10/20     |
|                | UNE-GANA                                    | 4/20      |
|                | Libertad Democrática Renovada               | 2/20      |
|                | Unión del Cambio Nacional                   | 2/20      |
|                | Partido de Avanzada Nacional                | 1/20      |
|                | Partido Unionista                           | 1/20      |
| Retalhuleu     |                                             |           |
|                | UNE-GANA                                    | 6/9       |
|                | Partido Patriota                            | 1/9       |
|                | VIVA-EG                                     | 1/9       |
|                | Comités Cívicos Electorales                 | 1/9       |
| San Marcos     |                                             |           |
|                | UNE-GANA                                    | 11/29     |
|                | Partido Patriota                            | 10/29     |
|                | Compromiso, Renovación y Orden              | 3/29      |
|                | Unidad Revolucionaria Nacional Guatemalteca | 2/29      |
|                | WINAQ-ANN                                   | 1/29      |
|                | Partido de Avanzada Nacional                | 1/29      |
|                | Frente Republicano Guatemalteco             | 1/29      |
| Huehuetenango  |                                             |           |
|                | Unidad Nacional de la Esperanza             | 14/32     |
|                | Partido Patriota                            | 10/32     |
|                | Partido de Avanzada Nacional                | 4/32      |
|                | Libertad Democrática Renovada               | 1/32      |
|                | Unión del Cambio Nacional                   | 1/32      |
|                | Unidad Revolucionaria Nacional Guatemalteca | 1/32      |
|                | Comités Cívicos Electorales                 | 1/32      |
| Quiché         |                                             |           |
|                | UNE-GANA                                    | 11/21     |
|                | Partido Patriota                            | 6/21      |
|                | Visión con Valores                          | 3/21      |
|                | Comités Cívicos Electorales                 | 1/21      |